# 아체주

아체주의 위치

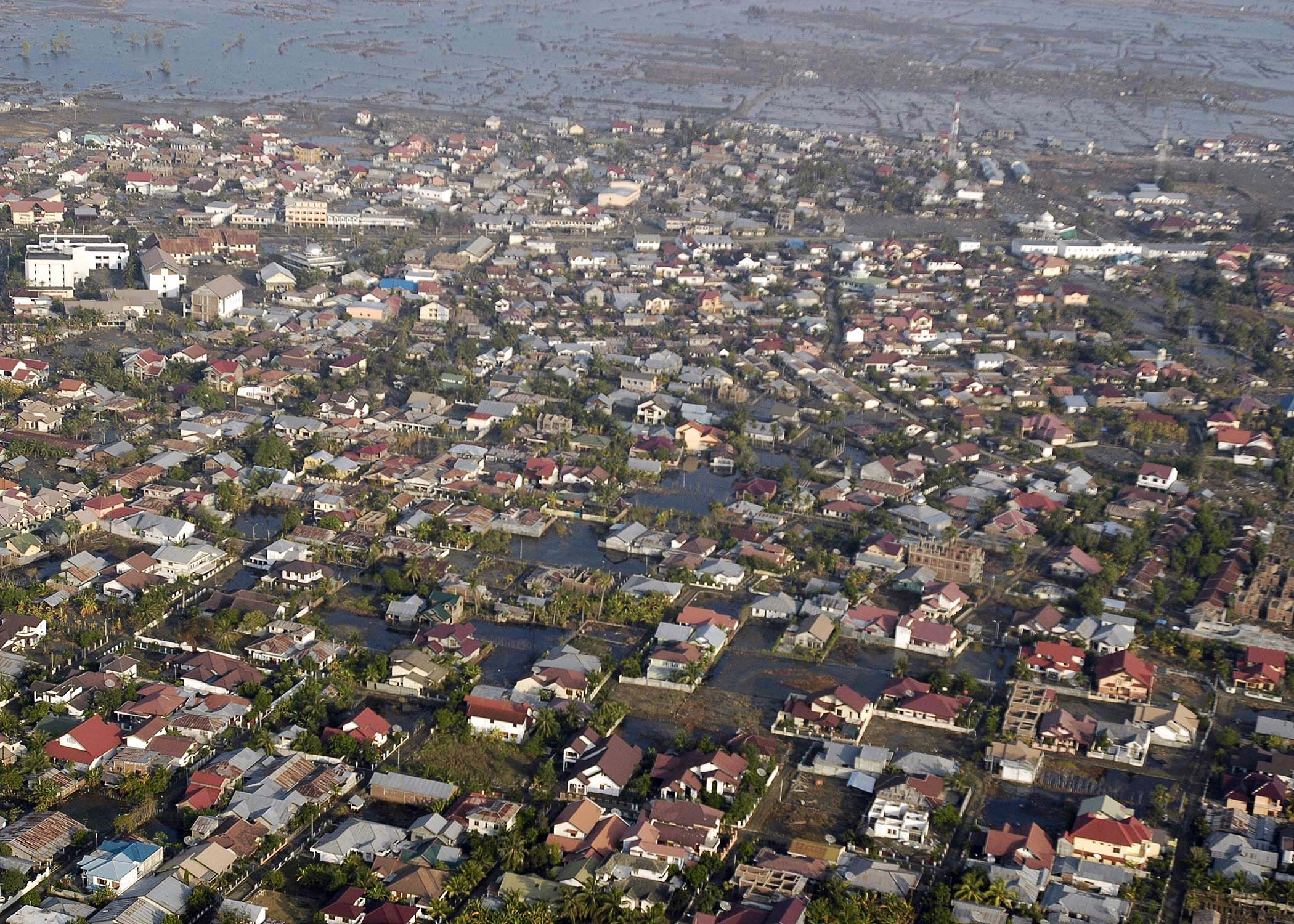
2004년에 일어난 쓰나미로 인한 피해를 입은 아체의 모습

아체주(인도네시아어: Provinsi Aceh)는 수마트라섬 북단에 있는 인도네시아의 특별 행정 구역이다. 주도는 반다아체이며 인구는 4,031,589명(2005년 기준), 면적은 57,956 km2이다.
아체는 동남아시아에서 가장 먼저 이슬람이 퍼진 지역이며 17세기에 이미 믈라카 해협 일대에서 가장 강력하고 부유한 지역이었다. 하지만 네덜란드와 일본, 인도네시아 등의 지배를 차례로 받으며 긴 독립을 향한 저항의 역사를 가지고 있다. 하지만 인도네시아 정부는 석유를 포함한 자원이 풍부한 아체의 분리 독립 움직임을 강력히 단속하고 있다. 아체어를 쓰나 인도네시아어도 통용된다.

아체주의 기
아체주의 문장

## 역사

### 동남아시아 지역에서의 이슬람
학계에서는 동남아시아에서 아체 지역에 가장 먼저 이슬람이 퍼졌다고 하나, 확실한 증거는 없다. 1292년, 마르코 폴로는 중국에서 돌아가는 길에 수마트라를 지나갔는데 그때 이웃의 '바스마'나 '사마라' 와 달리, 펄락이 무슬림 마을이었다고 기록했다. 헤지라 696년(서력기원 1297년)로 그 연대가 밝혀진 사무드라의 첫 무슬림 지배자, 술탄 말릭 아살리의 묘비가 인도네시아-말레이 지방에서의 이슬람 왕조의 존재를 증명하는 가장 오래된 유적이다.

## 쓰나미
2004년 12월 26일 오전 8시에 발생한 동남아 쓰나미 재해로 가장 큰 피해를 입은 곳이 아체주로서 인도네시아 전체적으로 250,000명의 사망자와 실종자가 발생되었는데, 그중 85%가량이 되는 200,000명의 희생자가 아체지역에서 생겼다. 지금까지 역사상 일어난 자연재해의 지원복구팀들이 가장 신속하게 들어온 지역도 아체라고 기록된 것처럼 복구가 신속하게 이루어져서 현재(2010년)는 도로의 일부분과 가옥의 일부분을 제외하고는 거의 복구가 이루어졌고, 많은 분야에서는 재해 전 보다 더 발전이 되었다.

## 민족과 문화
아체(Aceh)에는 다양한 언어와 민족 그룹이 지역별로 나뉘어 있다. 아체족(Acehnese people)이 가장 많으며, 가요족(Gayo people)이 중부와 동부, 알라스족(Alas people)이 남동부, 타미앙족(Tamiang people)이 Aceh Tamiang Regency에, Aneuk Jamee people(Minangkabau people의 후예)이 남부와 남동부에, Kluet people이 남부에, Simeulue는 Simeulue섬에 모여 있다. 또한 화교(Chinese Indonesian)들이 상업과 금융 분야에 영향력을 발휘하고 있다.
아체 사회에서 아체어가 널리 사용된다. 아체어가 속한 Aceh-Chamic어족의 언어는 베트남(Vietnam), 캄보디아(Cambodia)에 많고, 인도네시아어 등의 말레이어족과도 밀접한 관련이 있다. 아체어에는 말레이어 및 아랍어에서 차용된 단어가 많고 전통적으로도 자위 문자(Jawi script, Arabic script)를 사용했다. 아체어는 북수마트라의 랑캇(Langkat) 및 아사한(Asahan), 말레이시아의 케다(Kedah) 및 피낭(Penang)에서도 사용된다. 알라스어(Alas)와 클루에트어(Kluet)는 바탁(Batak)어족과 관련이 깊다. 자미(Jamee)어는 서 수마트라의 미낭카바우어에서 파생되어 약간의 변화형만 차이가 있을 뿐이다.
쓰나미가 있기 전, Meureuhom Daya (Lamno) 지역에서는 fair complexions에 푸른 눈과 금발의 사람들이 상당히 많이 거주하고 있었으며 튀르키예인 및 포르투갈인 후손들이 있었다. 

## 경제
아체는 현재 쓰나미 이후의 복구로 인해 건설, 건축업이 발달했다. 2005년 12월 인플레이션이 41.5%에 달하였으나 이후 안정적으로 계속 하강하여 2007년 6월에는 8.5%를 기록하여 인도네시아의 전국 평균인 5.7%에 근접하였다.
| 산업(% 아체주의 GDP)     | 2003 | 2004 | 2005 | 2006 |
| ------------------------ | ---- | ---- | ---- | ---- |
| 농수산업                 | 17.0 | 20.0 | 21.4 | 21.2 |
| 석유, 천연가스 및 채광업 | 36.1 | 30.4 | 26.2 | 24.9 |
| 제조업                   | 20.2 | 18.3 | 15.9 | 14.3 |
| 수도 및 전기 공급업      | 0.1  | 0.1  | 0.2  | 0.2  |
| 건설, 건축업             | 3.4  | 3.8  | 3.5  | 5.1  |
| 무역, 호텔 및 요식업     | 11.2 | 12.0 | 14.3 | 15.0 |
| 교통통신업               | 3.3  | 3.8  | 4.8  | 5.2  |
| 은행 및 금융업           | 0.9  | 1.2  | 1.2  | 1.3  |
| 서비스업                 | 7.8  | 10.4 | 12.7 | 12.9 |

## 인구
| 연도                                | 인구      | ±% p.a. |
| ----------------------------------- | --------- | ------- |
| 1971                                | 2,008,595 | —       |
| 1980                                | 2,611,271 | +2.96%  |
| 1990                                | 3,416,156 | +2.72%  |
| 1995                                | 3,847,583 | +2.41%  |
| 2000                                | 3,930,905 | +0.43%  |
| 2010                                | 4,494,410 | +1.35%  |
| 2015                                | 4,993,385 | +2.13%  |
| 2020                                | 5,274,871 | +1.10%  |
| Source: Badan Pusat Statistik 2021. |           |         |